# No nacionalismo
El no nacionalismo es una ideología que deniega las pretensiones de totalidad del nacionalismo.
Juan Pablo Fusi define el no nacionalismo como una identidad social que está liberada de la politización y que promueve los derechos individuales, las libertades civiles, los valores cívicos y una sociedad abierta, plural y libre. El no nacionalismo es una noción alternativa al posnacionalismo que, a diferencia de esta última, es compatible con la identidad nacional. Para el no nacionalismo no hay nada extraño ni censurable en el sentimiento de identidad y pertenencia a una nación, sino en la conversión de esa identidad emocional en sujeto y objeto de la política.